# José Susi López
José Susi López (Martos, provincie Jaén, 1945) is een hedendaags Spaans componist, dirigent en klarinettist.

## Levensloop
Susi López kreeg al als klein jongetje klarinetles van zijn vader, die zelf klarinettist was in de Banda Municipal de Jaén en van de dirigent van deze banda José Sapena Matarredona. Al spoedig speelde hij in deze banda mee, maar ging al in jeugdige jaren naar Madrid, waar hij viool, dwarsfluit, saxofoon, harmonie en klarinet studeerde. Aansluitend speelde hij in verschillende landen in ensembles en instrumentale groepen (altsaxofoon, sopraansaxofoon en dwarsfluit) om zijn kennis in de interpretatie van jazz-muziek te verbeteren. Daarbij werkte hij samen met P. Iturralde, E. Llácer "Regolí", D. Thomas, T. Montoliu, H. Icasto, K. Winding en anderen. Hij was ook de componist van het werk "La Gallarda", dat door Rafael Alberti en Manolo Sanlúcar tijdens de Wereldtentoonstelling 1992 in Sevilla uitgevoerd werd.
Dan voltooide hij zijn studies aan het Real Conservatorio Superior de Música de Madrid in Madrid in contrapunt, fuga en compositie bij V. Ruiz, Antón García Abril en R. Alís, orkestdirectie bij Pablo Sánchez Torella en Enrique García Asensio. Verder nom hij deel aan meestercursussen van Christobal Halffter, Leonardo Balada, Antoni Ros Marbà, aan de Universität für Musik und darstellende Kunst Wien in Wenen en aan het Akademie múzických umení v Praze (AMU) in Praag.
In 1987 kreeg hij de 2e prijs tijdens de Concurso Internacional de Composición de Jazz in Madrid met zijn werk "Jazz-suite", op. 10 voor Big-Band en synthesizer. In 1991 won hij eveneens een 2e prijs bij het Concurso de Composición de la A.S.E. met zijn "Divertimento", op. 19-bis voor 6 saxofoons en 2 slagwerkers. In 1992 werd hij onderscheiden met de prijs Premio Maestro de Villa de Música en de Premios Villa de Madrid voor zijn werk "Fantasía sobre cuatro sonidos", op. 22 para Gran Banda Sinfónica. Hij herhaalde deze onderscheiding in 1994 met zijn "Espacios abiertos - suite", op 31 para Gran Banda Sinfónica en een derde keer in 1997 met "True type concert", op. 36 para Gran Banda Sinfónica. In 2002 werd hij onderscheiden met de compositie-prijs «Virgen de la Almudena».
In 1986 was hij oprichter van het Cuarteto Albéniz en in 1989 oprichter en dirigent van 1989 tot 1994 van het Orquesta de Cámara de Latina "Joaquín Turina". Hij is eveneens oprichter in 1987 en dirigent van 1987 tot 1994 van de Banda Sinfónica de Colmenar Viejo (Madrid) en verder gastdirigent aan verschillende theaters en van de befaamde Banda Sinfónica Municipal de Madrid. 
Sinds 1999 is hij "Hijo predilecto" van zijn geboortestad Martos. In december 1999 werd de Aula van het Centro Cultural "Fernando de los Ríos" in Madrid na hem benoemd en heet nu "Aula del Maestro José Susi". 
Sinds 1994 is hij chef-dirigent en technisch en artistiek directeur van de Banda Sinfónica del Cuerpo Nacional de Policía en eveneens docent aan de Escuela de Formación de dicho Cuerpo Policial
Als componist schreef hij werken voor verschillende genres. Ook als jurylid is hij nationaal en internationaal een veelgevraagd vakman. Hij is ook docent bij cursussen en workshops voor harmonieorkest-directie.

## Composities

### Werken voor orkest
- 1987 Tema y variaciones para Orquesta (sobre la escala frígia española), op. 4
- 1988 Primer tiempo sinfónico, op. 12
- 1991 Concierto, voor trompet en orkest, op. 21
- 1993 Concierto, voor viool en orkest, op. 27
- 1997 Aires gallegos - Suite, voor strijkorkest, op. 38
- 1998 Ambientes suite, op. 41
- 2002 Madrid -in Quinten- S. XXI, op. 58 (onderscheiden in 2002 met de prijs «Virgen de la Almudena»)

### Werken voor banda (harmonieorkest)
- 1989 Al-Andalus Suite, op. 15  
  1. La noche
  2. El alba
  3. El atardecer
- 1989 Sinfonía para Gran Banda Sinfónica, op. 16
- 1991 Fantasía sobre cuatro sonidos, op. 22 - (onderscheiden met Premio "Maestro Villa de Música 1.992” del Excmo. Ayuntamiento de Madrid)
- 1992 Vals de los 25, op. 52
- 1994 Espacios abiertos - suite, op. 31 - (onderscheiden met Premio "Maestro Villa de Música 1.994" del Excmo. Ayuntamiento de Madrid)
  1. Introducción: Dehesa de la Villa
  2. Canción: Campo del Moro
  3. Quasi un vals: Parque del Retiro
  4. Finale: Casa de Campo
- 1995-1997 True Type Concert, op. 36 - (onderscheiden met Premio "Maestro Villa de Música 1.997" del Excmo. Ayuntamiento de Madrid)
- 1997 Aires Gallegos - suite, voor banda sinfónica, op. 38 (verplicht werk in de "Sección Especial" van het XIV Certamen Nacional de Bandas de Música Villa de Leganés)
  1. Obertura
  2. Canción-canon
  3. Galop
  4. Cantilena y variaciones
  5. Muñeira y final
- 1997 Homenaje a Don Pascual Marquina Narro - Fantasía sobre motivos del paso-doble “España cañí”, op. 40
- 1999 Fantasía 175, op. 43
- 1999 Auringi - suite, op. 44 
  1. Amanecer en el castillo
  2. En los olivares
  3. Por las callejuelas
  4. Jaleo y final
- 1999 Andalucía Suite Nº 1, op. 49 
  1. Petenera
  2. Romera
  3. Fandangos
- 2000 Aromas de la Alhambra, op. 51
- 2001 Mr. Ellington Suite, op. 56  
  1. Blues
  2. Vals-Jazz
  3. Bossa-nova
  4. Funky-blues
- 2003 MEGAGEM - Fantasía para Gran Banda Sinfónica, op. 60 - (onderscheiden met Premio "Maestro Villa de Música 2.003" del Excmo. Ayuntamiento de Madrid)
- 2003 Epopeyas Valencianas, symfonisch gedicht, op. 62 - (verplicht werk in de "Sección de Honor" tijdens het 118e Certamen Internacional de Bandas de Musica Ciudad de Valencia in 2004)
- 2005 Añoranzas, kleine serenade voor twee trompetten en banda (harmonieorkest)
- 2006-2007 Suite Tuccitana, op. 71 
  1. A la sombra de la Peña
  2. Flor del olivo
  3. Barrio Histórico
  4. Fiesta de la aceituna y Final
- 2007-2008 Andalucía Suite Nº 2, op. 74
  1. Aromas de Sevilla
  2. Danza
  3. Bulerías
- 2009 Tango Nº 1, op. 75a
- La Golondriz

#### Paso-doble
- 1978 Nostalgias, paso-doble de concierto
- 1984 El aldeano, paso-doble de concierto
- 1988 Nuevas promociones, paso-doble
- 1989 Nueva gente, paso-doble de concierto
- 1998 Brisas del norte, paso-doble de concierto
- 1998 Garbo y tronío
- 1998 Tucci (Martos)
- 2000 Gracia andaluza
- 2004 Brisas del Sur
- 2004 Aires de Fiesta
- 2004 Yayyan (Jaén) con motivos del "Himno a Jaén" de Emilio Cebrián Ruiz, paso-doble de concierto
- 2005 Arjona flamenco, paso-doble de flamenco
- 2005 a Martos
- 2006 Solera y Señorío
- 2006 Gitanerías
- 2006 El Comisario

#### Militaire marsen
- 1988 Alférez-alumno Borbón, Marcha militar voor banda (harmonieorket) en gemengd koor (ad libitum)
- 2007 "Marcha Solemne, op. 73a

#### Processie marsen
- 1996 Semana Santa Andaluza, Marcha de procesión
- 2000 Martes Santo en la Magdalena, marcha para semana santa

### Cantates
- 1988 Cantata sobre tres sonetos de M. Calvo Morillo in drie bewegingen, voor sopraan, tenor, gemengd koor en orkest, op. 9 
  1. Campanas de la Virgen de la Villa
  2. Arbollón
  3. Pudimos ser olivos...

### Vocale muziek
- 1987 Nana, voor zangstem en piano
- 1989 Acto dramático - basado en el Cap. XXXVI de «Don Quijote de la Mancha» de Miguel de Cervantes, voor sopraan, contra-alt, tenor, bas, gemengd koor en orkest, op. 13
- 1998 Dirin - din - din - din  - (Villancico-Danza con Texto), voor vocaal-solisten en banda sinfónica (harmonieorkest)
- 2002 nAna, voor zangstem en harp (of strijkorkest)

### Kamermuziek
- 1987 Divertimento, voor negen instrumentalisten (Dwarsfluit, klarinet, basklarinet, trompet, trombone, pauken, piano, viool, altviool en cello), op. 3
- 1988 Suite en La b, voor koperblazers en slagerwerk, op. 11 
  1. Introducción
  2. Relajación
  3. Danza IV
  4. Fugatto V
  5. Rag-time VI
  6. Canción VII
  7. Final
- 1990 Homenaje a Xoan Piñeiro, kleine suite in 3 bewegingen, voor klarinet- en saxofoonensemble, op. 19
- 1996 Tres divertimentos, voor solo-klarinet
- 2000 Secuencias 2000, voor altsaxofoon, strijkkwintet en marimba
- 2001 Bossa-nova uit de «Mr. Ellington Suite», voor 20 saxofoons, op. 56
- 2002 Saxándalus suite, voor 20 saxofoons, op. 59 
  1. Nocturno
  2. Entre olivares
  3. Bulerías jaeneras
- 2005 Saxofonías, voor saxofoonkwartet, piano, láminas en een slagwerkers, op. 62
- 2005 Espejismos, voor dwarsfluit, klarinet, viool, cello en piano, op. 64

### Werken voor Big-Band
- 1986 Jazz-suite, op. 10 
  1. Amanecer
  2. Lamento
  3. Fusión